# Botryonopa sungkita
Botryonopa sungkita là một loài bọ cánh cứng trong họ Chrysomelidae. Loài này được Würmli miêu tả khoa học năm 1976.